# 찰스 스티빈스
찰스 스테빈스(Charles Stebbins, 1789년 6월 23일, 매사추세츠주 윌리엄스타운 ~ 1873년 3월 23일, 뉴욕주 카제노비아)은 미국의 정치인으로 뉴욕주 부지사 권한대행이다.

## 학력
- 1807 윌리엄스 칼리지

## 경력
- 1810 변호사 자격 취득
- 뉴욕 카제노비아 변호사
- 1826 ~ 1829 제49·50·51·52대 미국 뉴욕 제3구 상원의원
- 1829.03 ~ 1829.12 뉴욕 부지사 권한대행